# Associated Motor Cycles
Associated Motor Cycles (AMC) fou un fabricant de motocicletes britànic fundat pels germans Collier com a empresa matriu de les seves empreses Matchless i AJS. Més tard va absorbir Sunbeam, Francis-Barnett, James i Norton i, finalment, es va incorporar a Norton-Villiers. L'empresa tenia la seu a Plumstead, Londres.

## Història
Henry Herbert Collier va fundar Matchless com a productora de bicicletes el 1878. Els seus fills Henry (Harry) i Charles (Charlie) es van unir a la societat i el nom de l'empresa es va canviar per H. Collier & Sons. L'empresa va començar a produir motocicletes el 1901. Els Collier comparen AJS el 1931 i el 1937 li compraren Sunbeam a la Imperial Chemical Industries. El nom de la seva companyia, Matchless Motor Cycles, es va canviar llavors a "Amalgamated Motor Cycles Ltd". El 1938, el nom es tornà a canviar, aquest cop a "Associated Motor Cycles (AMC)".
El 1939, per tal de competir amb les BMW sobrealimentades que llavors dominaven les curses de velocitat, es va construir una AJS V4 de 495 cc refrigerada per aigua i sobrealimentada. Pesava 184 kg i la seva velocitat màxima era de 217 km/h. Aquell any mateix, la V4 va ser la primera moto a recórrer el traçat del Gran Premi de l'Ulster a més de 161 km/h. Poc després va esclatar la Segona Guerra Mundial, durant la qual Matchless va fabricar 80.000 unitats dels models G3 i G3L per a les forces armades. AMC va vendre la marca Sunbeam a BSA el 1943.

### Postguerra
L'activitat de l'empresa a la postguerra començà amb la producció de monocilíndriques Matchless/AJS de 350 i 500 cc, desenvolupades a partir de la cèlebre Matchless G3 militar. El 1946 Freddie Clarke va entrar a AMC com a enginyer en cap de desenvolupament, provinent de Triumph, i el 1947 AMC va absorbir Francis-Barnett, seguida posteriorment per l'adquisició de James el 1951. A partir del 1948 es van produir versions de competició dels models monocilíndrics de la companyia que li van donar algunes victòries memorables. El 1949 es va produir el primer motor bicilíndric vertical Matchless/AJS (de 500cc) i posteriorment se'n van fer de 600 i 650 cc (el 1956 i el 1959 respectivament). Empresa capdavantera a les competicions, AMC llançà l'AJS Porcupine ("porc espí") amb motor bicilíndric paral·lel orientat cap endavant de 500 cc, l'AJS 7R (motor monocilíndric de 350 cc OHC amb 32 CV), la Matchless G50 (una variant de 500 cc de la 7R) i el 1951, la Matchless G45 (motor bicilíndric vertical de 500 cc). L'AJS Porcupine havia estat dissenyada per a la sobrealimentació, abans les regles no canviessin per a prohibir aquesta mena de motocicletes de curses, però tot i així, Leslie Graham va guanyar el mundial de velocitat de 1949 amb una AJS 500cc Porcupine sense sobrealimentació.
El 1951, l'enginyer de desenvolupament d'AJS Ike Hatch va desenvolupar un motor de 75,5 x 78 mm de diàmetre per carrera, una versió de tres vàlvules de l'AJS 7R que lliurava 36 CV. La moto es va anomenar AJS 7R3 i va ser la resposta d'Ike als diversos models pluricilíndrics italians. El primer any va anar prou bé, però no pas el segon. Per al 1954, Jack Williams, el cap de l'equip de competició, va seguir desenvolupant la moto abaixant el motor al bastidor i fent alguns canvis d'afinament que van aconseguir obtenir 40 CV a 7.800 rpm. Immediatament, l'AJS va guanyar les dues primeres rondes del Campionat del Món i va aconseguir la primera posició al TT de l'Illa de Man. Es tractava de motos especials de fàbrica, però n'hi ha una que va sobreviure i se n'ha reconstruït una de segona a partir de recanvis. El 1953 es va llançar una gamma de monocilíndriques Matchless/AJS de 350 i 500 cc per a pilots privats i es va comercialitzar també el model de producció Matchless G45 500 bicilíndric.
El 1952, l'empresa va ampliar encara més el seu predomini prenent el control de Norton. AMC es va retirar de les competicions i de les curses puntuals de fora d'asfalt a finals del 1954, coincidint amb la mort d'H.J. 'Ike' Hatch i la ferotge competència de les altres marques europees. En comptes de motos de fàbrica especials, AJS i Norton fabricarien des d'aleshores les versions de producció de la Norton Manx i de l'AJS 7R de dues vàlvules estàndard per a pilots privats.
El 1958 es va iniciar la producció de models lleugers monocilíndrics AJS/Matchless de 250 cc i el 1960, de 350 cc.

### La crisi dels 60

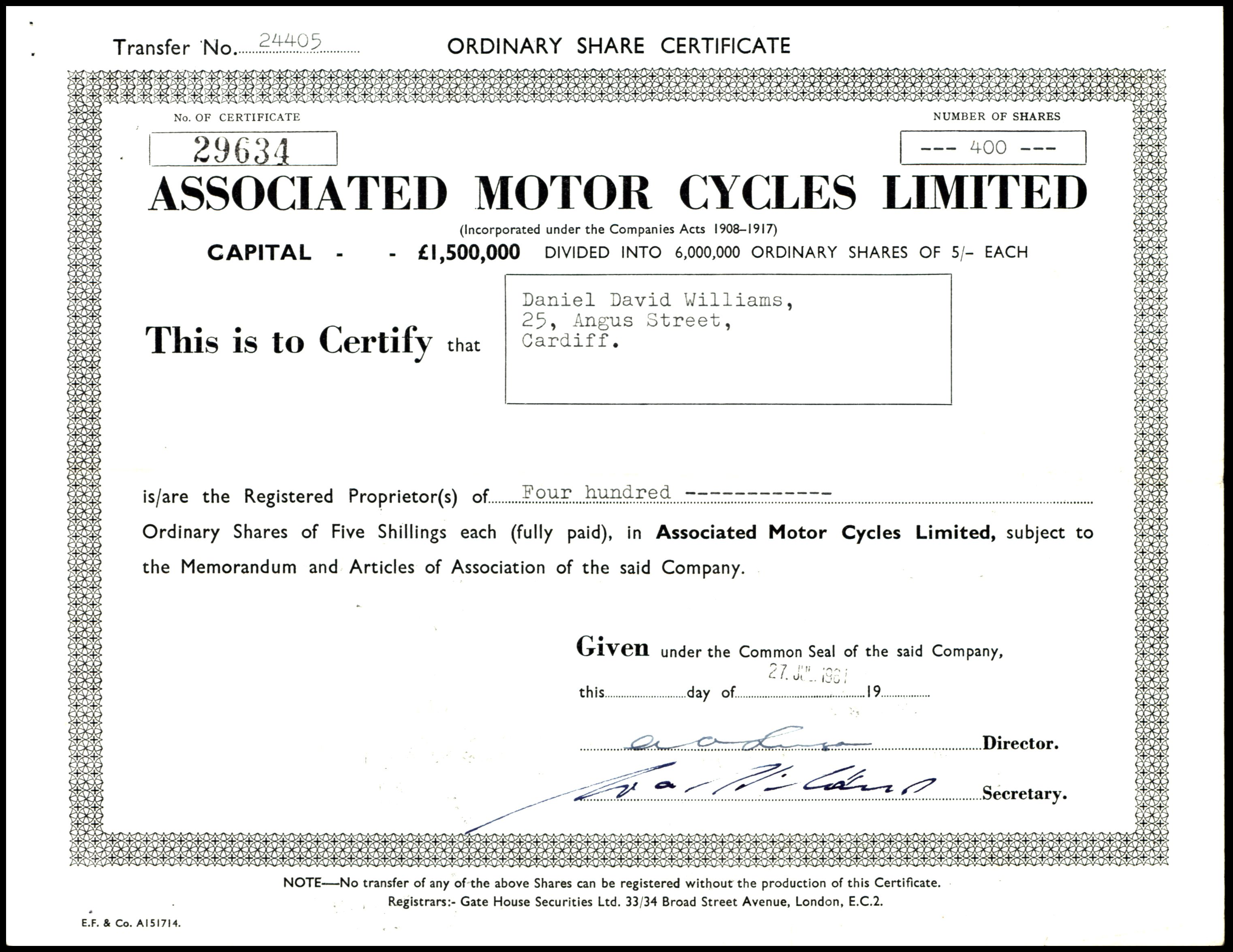
Acció d'Associated Motor Cycles Ltd. del 27/7/1961

El 1960, el carismàtic directiu Bert Hopwood va abandonar AMC i va entrar a la Triumph de Meriden (West Midlands). Aquell mateix any, AMC va obtenir un benefici de poc més de 200.000 lliures esterlines, no gaire en comparació amb els 3,5 milions de BSA. El 1961 va registrar una pèrdua de 350.000 lliures esterlines. Amb el tancament de la planta de Norton a Birmingham el 1962 i la unificació de la producció de Norton i Matchless, el futur començava a semblar força desolador. Durant la dècada del 1960, arran de la caiguda de les vendes, AMC va prendre la decisió comercial de centrar-se en les bicilíndriques Norton i les monocilíndriques Matchless/AJS, però no va tenir èxit i la fàbrica va deixar de produir poc després.
Alguns models eren un poti-poti de components d'orígens diversos ajuntats a petició dels concessionaris nord-americans. A l'Amèrica del Nord s'hi feien moltes curses de desert, de manera que un concessionari van enviar a AMC un exemple de motocicleta personalitzada amb un motor Norton 750 en un xassís G80CS, i els va demanar que en construïssin alguns. Aquesta va ser la darrera motocicleta Matchless, la G15 de 748 cc, que també es va vendre com a AJS Model 33' i com a Norton P11. La G15 es va produir fins al 1969. Des del 1964 se'n va vendre a Gran Bretanya una versió Mk2.
Matchless/AJS va construir motocicletes manejables, còmodes, ben fetes, fiables i econòmiques per a la seva època. Tanmateix, amb aquests atributs no n'hi hagué prou per a mantenir l'empresa en actiu. La continuació de les pobres vendes va fer que AMC passés a formar part d'una nova empresa, anomenada Norton-Villiers, el 1966. Alguns dels continguts de la fàbrica Norton, incloses les motocicletes, es van subhastar posteriorment després que l'empresa passés a administració judicial.
La producció de models de motocròs de quatre temps va cessar el 1966. Matchless es va eclipsar enfront d'altres marques com ara BSA, Triumph i Norton a partir del 1960. La Matchless G85CS, més competitiva, va substituir la G80CS. Duia un bastidor construït específicament, un dipòsit de combustible d'aliatge, components ultralleugers, relació de compressió 12:1 i carburador Amal GP. Només se'n van fabricar 150, de forma artesanal. L'empresa va contractar Vic Eastwood, Chris Horsfield i Dave Nicoll per a competir amb aquestes Matchless de motocròs.

### Galeria de models

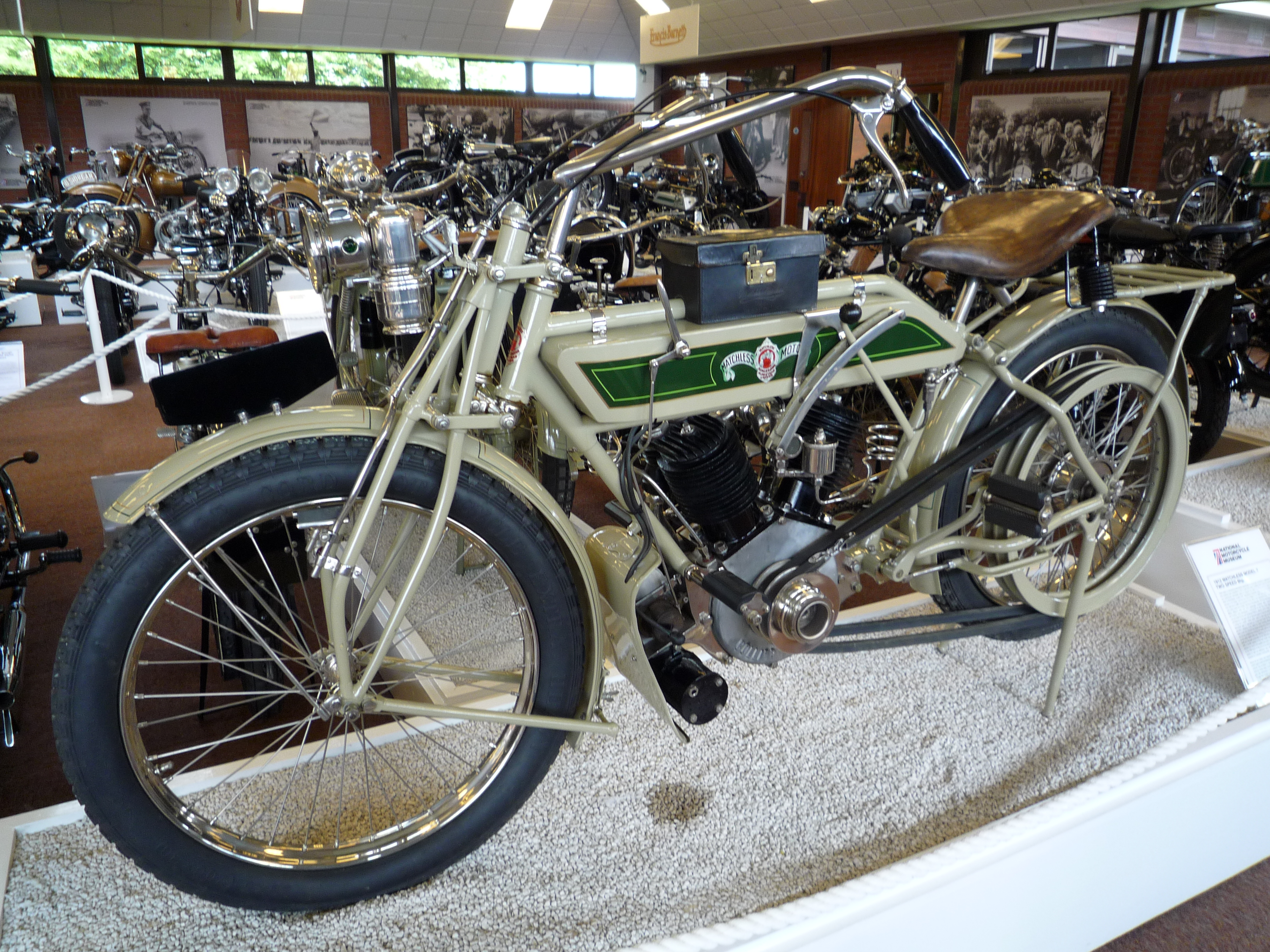
Matchless Model 7 de 1912
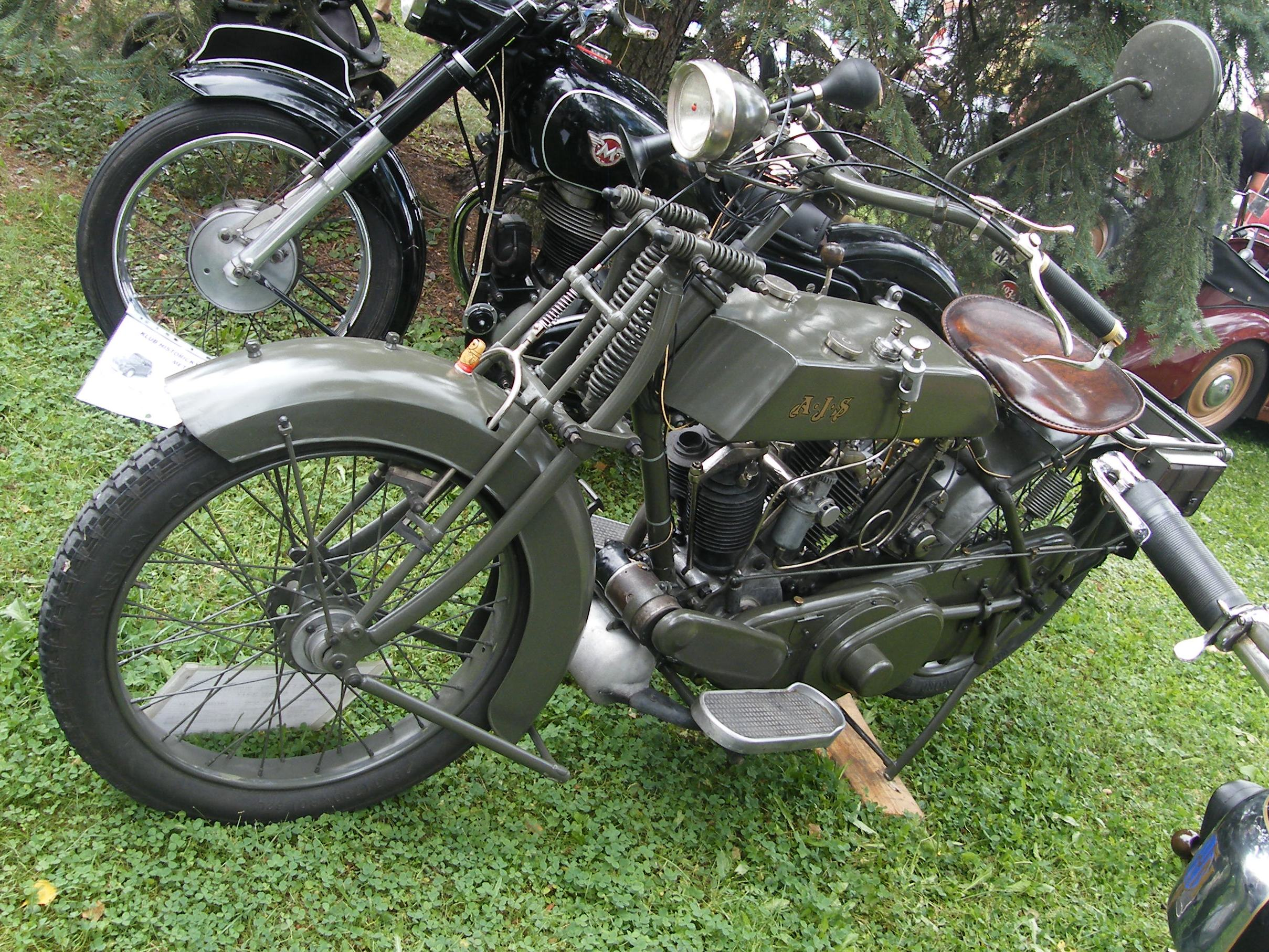
AJS Model D 750 cc de 1917
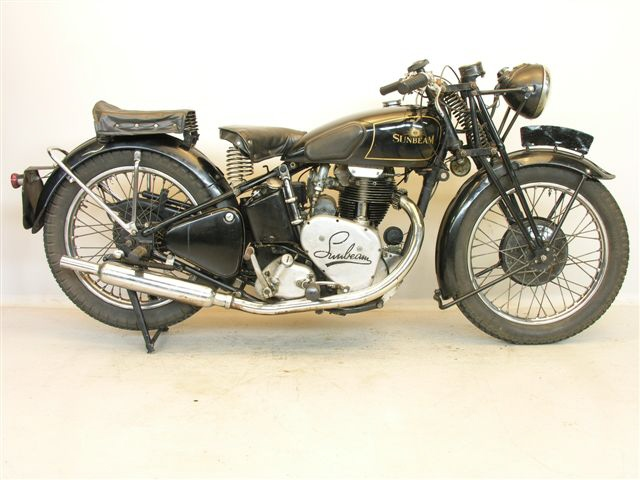
Sunbeam Model B 24 350 cc de 1939
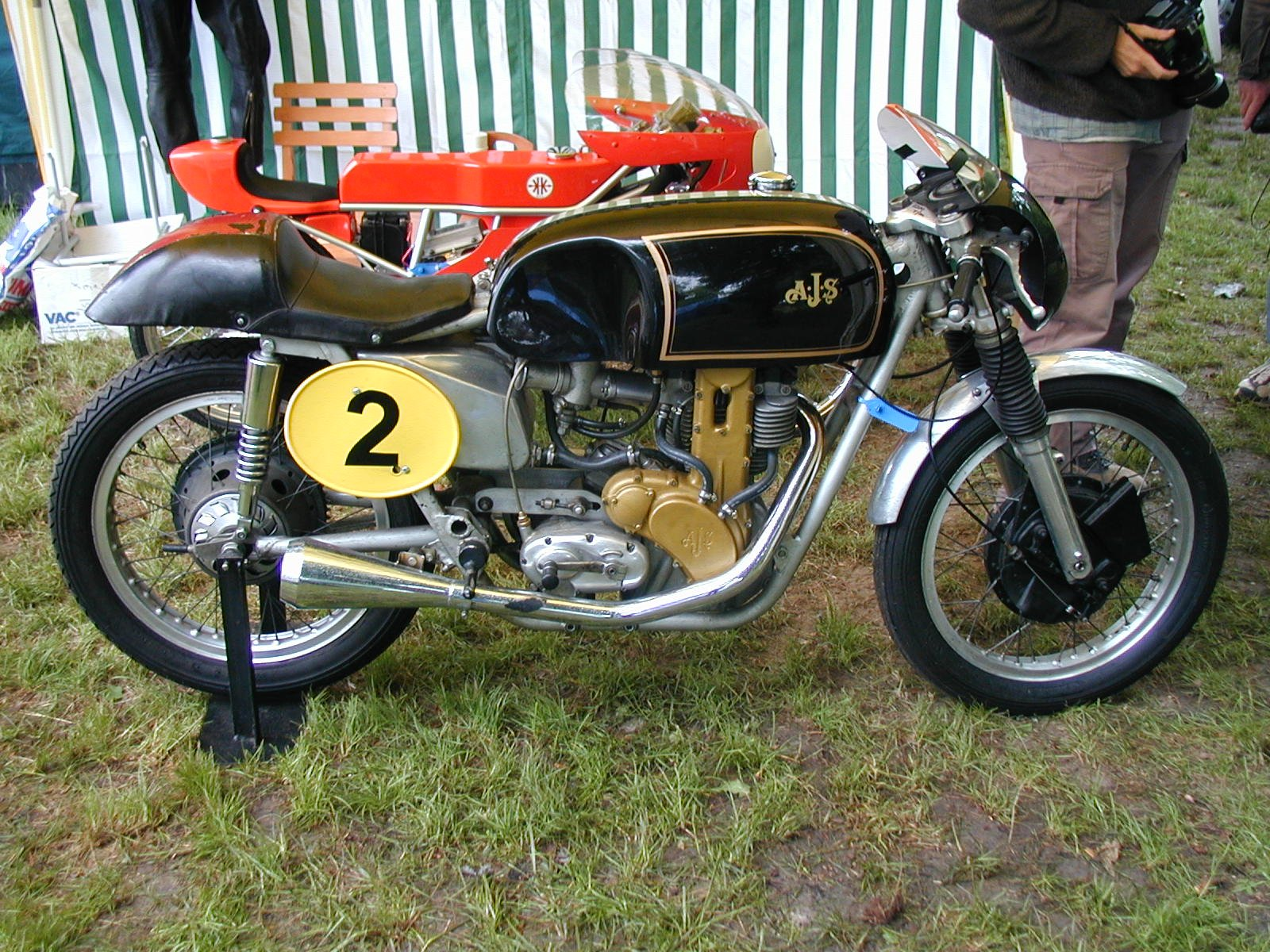
AJS 7R de competició (anys 50-60)
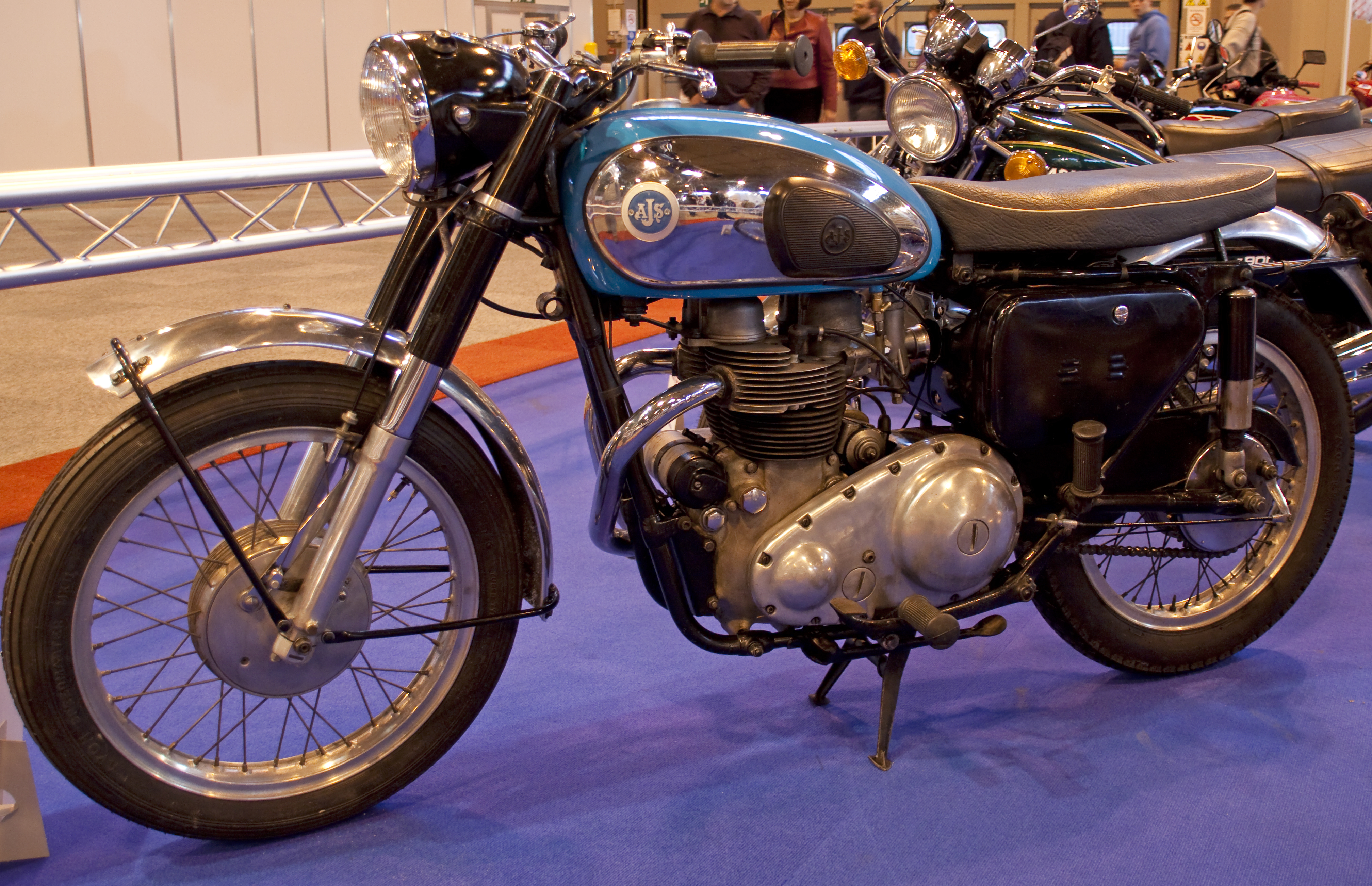
AJS CSR 650 cc de 1960
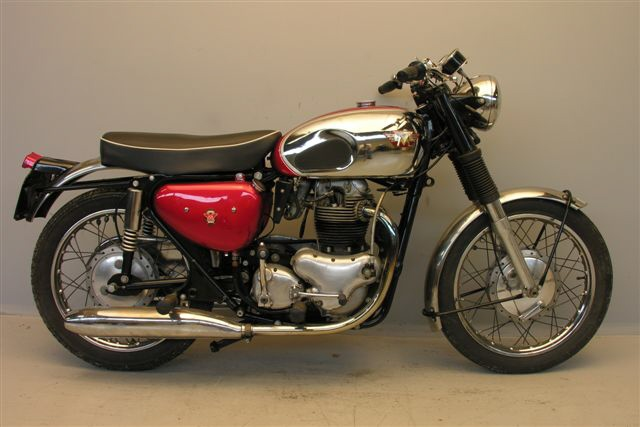
Matchless G15 CSR 750 cc de 1968

## Declivi
A finals dels anys seixanta, la competència del Japó havia abocat la indústria motociclista britànica a un declivi precipitat. El 1966 AMC es va esfondrar i es va reformar com a Norton-Villiers dins el grup Manganese Bronze Holdings. Això només va evitar els problemes durant un temps i Norton-Villers va acabar liquidant-se el 1974. Norton es va reformar amb l'assistència financera del govern britànic, ja que Norton-Villiers-Triumph (NVT) incorporava la majoria dels actius de motocicletes BSA, tot i que ometia el nom d'aquesta marca. En part a causa d'un conflicte laboral, NVT es va liquidar definitivament el 1978.

## AJS Motorcycles (1974)
Després del col·lapse definitiu de Norton-Villiers, el nom d'AJS va ser adquirit per l'ex pilot de fàbrica i director de competició Fluff Brown, qui va continuar la producció de l'AJS Stormer de motocròs en les cilindrades de 250 i 360 cc, amb motors de dos temps. La companyia, AJS Motorcycles (encara propietat de la família Brown), importa i comercialitza actualment motocicletes de poca cilindrada fabricades a la Xina amb el nom AJS, mentre manté alhora el subministrament de recanvis per als models Stormer.

## Resum cronològic de marques
Tot seguit es relacionen, per ordre cronològic d'adquisició, les marques de motocicleta que varen formar part d'Associated Motor Cycles al llarg de la seva història:
| Marca           | Seu           | Fundada | Fundador                                 | Adquirida        |
| --------------- | ------------- | ------- | ---------------------------------------- | ---------------- |
| Matchless       | Plumstead     | 1878    | Henry Herbert Collier                    | (Empresa matriu) |
| AJS             | Wolverhampton | 1909    | Albert John Stevens                      | 1931             |
| Sunbeam         | Wolverhampton | 1888    | John Marston                             | 1937             |
| Francis-Barnett | Coventry      | 1919    | Gordon Inglesby Francis i Arthur Barnett | 1947             |
| James           | Birmingham    | 1880    | Harry James                              | 1951             |
| Norton          | Birmingham    | 1898    | James Lansdowne Norton                   | 1952             |

Notes
1. ↑  Venuda a BSA el 1943
2. ↑  Fusionada amb James el 1957
3. ↑  Fusionada amb Francis-Barnett el 1957